# Skol Lager Individual
O Skol Lager Individual foi um torneio masculino de golfe disputado anualmente entre 1974 e 1977 no calendário do PGA European Tour. O torneio foi disputado na modalidade de jogo por tacadas de 36 buracos, o qual precedeu o torneio por equipes Double Diamond International, que mais tarde foi disputado na mesma semana. Em 1974 e 1975, o torneio era chamado de Double Diamond Strokeplay e de Double Diamond Individual Championship, em 1976.
O Skol Lager Individual de 1977 decorreu no King's Course (Campo do Rei) em Gleneagles, na Escócia, nos dias 16 e 17 de agosto. Após os 36 buracos, Nick Faldo, Craig Defoy e Chris Witcher empataram com 139. Faldo vence o playoff no primeiro buraco extra para reivindicar o seu primeiro título no PGA European Tour, aos 20 anos.

## Campeões
| Ano                                    | Campeão               | País                  | Local                 | Pontuação             | Margem                | Vice-campeão(ões)          | Ref                   |                       |
| Skol Lager Individual                  | Skol Lager Individual | Skol Lager Individual | Skol Lager Individual | Skol Lager Individual | Skol Lager Individual | Skol Lager Individual      | Skol Lager Individual | Skol Lager Individual |
| -------------------------------------- | --------------------- | --------------------- | --------------------- | --------------------- | --------------------- | -------------------------- | --------------------- | --------------------- |
| 1977                                   | Nick Faldo            | Inglaterra            | Gleneagles Hotel      | 139                   | Playoff               | Craig Defoy Chris Witcher  | [ 1 ]                 |                       |
| Double Diamond Individual Championship |                       |                       |                       |                       |                       |                            |                       |                       |
| 1976                                   | Simon Owen            | Nova Zelândia         | Gleneagles Hotel      | 132                   | 2 tacadas             | Brian Huggett David Ingram | [ 2 ]                 |                       |
| Double Diamond Strokeplay              |                       |                       |                       |                       |                       |                            |                       |                       |
| 1975                                   | Peter Dawson          | Inglaterra            | Turnberry             | 150                   | 3 tacadas             | Martin Foster Dale Hayes   | [ 3 ]                 |                       |
| 1974                                   | Maurice Bembridge     | Inglaterra            | Gleneagles Hotel      | 136                   | 1 tacada              | Bob Charles                | [ 4 ]                 |                       |

Em 1977, Faldo vence o playoff no primeiro buraco extra com birdie de 3 metros.